# Golden Raspberry Awards 2019
De Golden Raspberry Awards 2019-uitreiking vond plaats op 16 maart 2020, de nominaties werden bekendgemaakt op 8 februari. De prijzen werden toegekend aan de slechtste uitvoeringen betreffende film uit 2019. Het was de 40e editie van dit evenement en zou voor de eerste keer worden uitgezonden op televisie. Echter, omwille van het COVID-19-virus was er geen ceremonie en dus ook geen publiek aanwezig waardoor de winnaars via YouTube kenbaar werden gemaakt.
Cats, de verfilming van de musical, kreeg de meeste nominaties, namelijk negen. 

## Genomineerden en winnaars
| "Winnaar"* |

| Categorie                                                                | Nominaties                                                            |
| ------------------------------------------------------------------------ | --------------------------------------------------------------------- |
| Slechtste film                                                           | Cats                                                                  |
| Slechtste film                                                           | A Madea Family Funeral                                                |
| Slechtste film                                                           | Rambo: Last Blood                                                     |
| Slechtste film                                                           | The Fanatic                                                           |
| Slechtste film                                                           | The Haunting of Sharon Tate                                           |
| Slechtste regisseur                                                      | Tom Hooper voor Cats                                                  |
| Slechtste regisseur                                                      | Adrian Grünberg voor Rambo: Last Blood                                |
| Slechtste regisseur                                                      | Fred Durst voor The Fanatic                                           |
| Slechtste regisseur                                                      | James Franco voor Zeroville                                           |
| Slechtste regisseur                                                      | Neil Marshall voor Hellboy                                            |
| Slechtste acteur                                                         | John Travolta in The Fanatic en Trading Paint                         |
| Slechtste acteur                                                         | David Harbour in Hellboy                                              |
| Slechtste acteur                                                         | James Franco in Zeroville                                             |
| Slechtste acteur                                                         | Matthew McConaughey in Serenity                                       |
| Slechtste acteur                                                         | Sylvester Stallone in Rambo: Last Blood                               |
| Slechtste actrice                                                        | Hilary Duff in The Haunting of Sharon Tate                            |
| Slechtste actrice                                                        | Anne Hathaway in The Hustle en Serenity                               |
| Slechtste actrice                                                        | Francesca Hayward in Cats                                             |
| Slechtste actrice                                                        | Rebel Wilson in The Hustle                                            |
| Slechtste actrice                                                        | Tyler Perry in A Madea Family Funeral als Madea                       |
| Slechtste mannelijke bijrol                                              | James Corden in Cats                                                  |
| Slechtste mannelijke bijrol                                              | Bruce Willis in Glass                                                 |
| Slechtste mannelijke bijrol                                              | Seth Rogen in Zeroville                                               |
| Slechtste mannelijke bijrol                                              | Tyler Perry in A Madea Family Funeral als Joe                         |
| Slechtste mannelijke bijrol                                              | Tyler Perry in A Madea Family Funeral als Uncle Heathrow              |
| Slechtste vrouwelijke bijrol                                             | Rebel Wilson in Cats                                                  |
| Slechtste vrouwelijke bijrol                                             | Cassi Davis in A Madea Family Funeral                                 |
| Slechtste vrouwelijke bijrol                                             | Fenessa Pineda in Rambo: Last Blood                                   |
| Slechtste vrouwelijke bijrol                                             | Jessica Chastain in X-Men: Dark Phoenix                               |
| Slechtste vrouwelijke bijrol                                             | Judi Dench in Cats                                                    |
| Slechtste duo                                                            | Elk van de twee halfmenselijke halfdierlijke haarballen – Cats        |
| Slechtste duo                                                            | Jason Derulo en his CGI-neutered "bulge" in Cats                      |
| Slechtste duo                                                            | John Travolta en elk scenario dat hij aanneemt                        |
| Slechtste duo                                                            | Sylvester Stallone en zijn machteloze woede in Rambo: Last Blood      |
| Slechtste duo                                                            | Tyler Perry en Tyler Perry (of Tyler Perry) in A Madea Family Funeral |
| Slechtste Prequel, Remake, Rip-off of Sequel                             | Rambo: Last Blood (Lionsgate)                                         |
| Slechtste Prequel, Remake, Rip-off of Sequel                             | A Madea Family Funeral (Lionsgate)                                    |
| Slechtste Prequel, Remake, Rip-off of Sequel                             | Godzilla: King of the Monsters (Warner Bros.)                         |
| Slechtste Prequel, Remake, Rip-off of Sequel                             | Hellboy (Lionsgate)                                                   |
| Slechtste Prequel, Remake, Rip-off of Sequel                             | X-Men: Dark Phoenix (20th Century Fox)                                |
| Slechtste scenario                                                       | Cats                                                                  |
| Slechtste scenario                                                       | A Madea Family Funeral                                                |
| Slechtste scenario                                                       | Hellboy                                                               |
| Slechtste scenario                                                       | Rambo: Last Blood                                                     |
| Slechtste scenario                                                       | The Haunting of Sharon Tate                                           |
| The Razzie Redeemer Award                                                | Eddie Murphy in Dolemite Is My Name                                   |
| The Razzie Redeemer Award                                                | Adam Sandler in Uncut Gems                                            |
| The Razzie Redeemer Award                                                | Jennifer Lopez in Hustlers                                            |
| The Razzie Redeemer Award                                                | Keanu Reeves in John Wick: Chapter 3 – Parabellum en Toy Story 4      |
| The Razzie Redeemer Award                                                | Will Smith in Aladdin                                                 |
| Slechtste roekeloze minachting voor menselijk leven en openbaar eigendom | Rambo: Last Blood                                                     |
| Slechtste roekeloze minachting voor menselijk leven en openbaar eigendom | Dragged Across Concrete                                               |
| Slechtste roekeloze minachting voor menselijk leven en openbaar eigendom | Hellboy                                                               |
| Slechtste roekeloze minachting voor menselijk leven en openbaar eigendom | Joker                                                                 |
| Slechtste roekeloze minachting voor menselijk leven en openbaar eigendom | The Haunting of Sharon Tate                                           |